# Георги Баласчев
Георги Димитров Баласчев с псевдоним Езерски е български историк и археолог.

## Биография
Роден е в македонския български град Охрид през 1868 година. Роднината му Яким Беласчиев от Охрид е български учител, преподавал във Вевчани между 1852 и 1857 година. Според местни предания Баласчеви са потомци на архиепископ Арсений II Охридски.
Георги Баласчев учи в родния си град, а по-късно в 1889 година завършва с четвъртия випуск на Солунската българска мъжка гимназия „Свети Свети Кирил и Методий“. През 1892 година завършва Висшето училище в София, специалност история. В 1898 година завършва славистика във Виенския университет. Завръща се в България и 15 януари 1899 година е назначен за учител по история в Първа софийска мъжка народна гимназия, където работи до 30 април 1902 година. През 1901 година е командирован в Цариград.
В периода 1 август 1902 – 31 декември 1903 година е завеждащ на Етнографската сбирка на археологическия музей, след което от 15 февруари 1904 година отново се завръща на учителското поприще, този път в Трета софийска народна прогимназия. В гимназията преподава до 31 август 1906 година, след което е прехвърлен отново в Първа софийска мъжка народна гимназия. Непосредствено след това е преместен в Трета софийска мъжка народна гимназия, където преподава в периода (1 януари 1907 – 31 август 1908).
По-късно на два пъти в периодите (5 ноември 1919 – 12 август 1920) и (13 октомври 1920 – 14 май 1921) е уредник на Народния археологически музей. От 16 септември 1923 година до 31 март 1934 година отново преподава в Първа софийска мъжка народна гимназия. На 2 май 1936 година е назначен за писател към Министерството на просветата, от където на 11 януари 1936 година се уволнява по болест.
Георги Баласчев е един от активистите на Младата македонска дружина и от издателите на списание „Лоза“ (1892 – 1894), което повдига редица страни от Македонския въпрос, включително искането за по-голяма роля на западните говори в изграждащия се български книжовен език. Дружеството е сред инициаторите за създаването на Върховния македонски комитет, като висш орган на легалната македонска организация в България.
От 1909 до 1920 година е главен редактор на българо-македонско научно списание „Минало“.
При избухването на Балканската война в 1912 година е доброволец в Македоно-одринското опълчение. Началник е на секцията „Канцеларски принадлежности“. Умира на 4 октомври 1936 г.
Автор на повече от 80 изследвания, по-голямата част от които са посветени на историята на славяни и прабългари. Член-учредител е на Македонския научен институт.
Съгражданинът му Петър Карчев пише за Баласчев:
| „ | ...безспорно учен човек, който с достойнство можеше да заеме и катедра в университет. Но като мнозина други охридчани, той беше с упорит характер, инат човек. С други думи Баласчев, както се казна, не клатеше „каук“ пред никакви авторитети, не се считаше задължен да уеднаквява своите разбирания в областта на археологията и историята с някои от редовните и извънредни професори в университета... Полемичният му дух обаче, неговата прямолинейност, която стигаше в някои случаи до свадливост, му затвори завинаги вратата на Софийския университет. Но си имаше свой научен Олимп, бореше се с нуждата и нищетата. Баласчев считаше за унижение да му се спомене за какъвто и да е компромис, срещу цената на който биха могли да му се отворят университетските аудитории. | “ |

## Памет
На Георги Баласчев е наречена улица в квартал „Драгалевци“ в София (Карта).

## Трудове
- Няколко кратки летописни бележки по състоянието на западните македонци за първата 45 годишнина на настоящий век (1890)
- Баласчевъ, Георги. Биографически и книжовни чертици на Григоръ С. Пърличевъ, и Вѣнчаната му поема прѣзъ 1860 година на поетическия конкурсъ въ Атина.   София, Печатница на Иванъ Е. Цуцевъ, 1897. Посетен на 18 септември 2015.
- Нови известия за черковното ведомство на Видинската и Софийската епархия през първите години на тяхното завладяване от турците (1901)
- Бележки върху веществената култура на Старобългарското ханство и основанието му в Европа (1902)
- Бележки върху изкуството в българските земи през средните и по-нови векове (1920)
- Най-старата словенска държава на Балканския полуостров през VII и VIII в. и нейният етнически състав (1924)
- Българите през последните десетгодишнини на десетия век и първите от единадесетия в 2 ч. (1927 и 1930)
- Старо-тракийски светилища и божества в Мезек, Глава Панега, Мадара, Царичино и другаде и тяхното значение(1932).
- "Къде е станало сражението между Крума и Никифора в 811 година?", публикувано във в-к "Вечерна поща", год. XII, бр. 3513, София, 27 юли, 1911 година

- „Македонскиятъ въпросъ“ от Рихард фон Мах, превод на  Баласчев под псевдонима Езерски
- Баласчевъ, Георги. Биографически и книжовни чертици на Григоръ С. Пърличевъ, и Вѣнчаната му поема прѣзъ 1860 година на поетическия конкурсъ въ Атина.   София, Печатница на Иванъ К. Цуцевъ, 1897. Посетен на 18 септември 2015.
- Баласчевъ, Г. Бѣлѣжки върху веществената култура на Старобългарското ханство и основанието му въ Европа.   София, Печатница на Иванъ К. Божиновъ, 1902.
- Брой 1 на „Минало“, 1909
- Баласчевъ, Г. Д. Българитѣ презъ последнитѣ десетгодишнини на десетия вѣкъ.   София, 1927.
- Баласчевъ, Г. Д. Научната дейность на проф. академикъ Л. Милетичъ.   1934.

## Родословие
|  |  |  |  |  |  |  |  |                           |                           |                           |                           |                           |                           |  |  | Димитър Баласчев (около 1820 – ?) |                |                |                |                |                |  |  |                               |                               |                               |                               |                               |                               |  |  |                 |                 |                 |                 |                 |                 |  |  |                            |                            |                            |                            |                            |                            |  |  |
|  |  |  |  |  |  |  |  |                           |                           |                           |                           |                           |                           |  |  |                                   |                |                |                |                |                |  |  |                               |                               |                               |                               |                               |                               |  |  |                 |                 |                 |                 |                 |                 |  |  |                            |                            |                            |                            |                            |                            |  |  |
|  |  |  |  |  |  |  |  |                           |                           |                           |                           |                           |                           |  |  |                                   |                |                |                |                |                |  |  |                               |                               |                               |                               |                               |                               |  |  |                 |                 |                 |                 |                 |                 |  |  |                            |                            |                            |                            |                            |                            |  |  |
|  |  |  |  |  |  |  |  | Евтим Баласчев (1881 – ?) | Евтим Баласчев (1881 – ?) | Евтим Баласчев (1881 – ?) | Евтим Баласчев (1881 – ?) | Евтим Баласчев (1881 – ?) | Евтим Баласчев (1881 – ?) |  |  | Фания Стрезова                    | Фания Стрезова | Фания Стрезова | Фания Стрезова | Фания Стрезова | Фания Стрезова |  |  | Георги Баласчев (1869 – 1936) | Георги Баласчев (1869 – 1936) | Георги Баласчев (1869 – 1936) | Георги Баласчев (1869 – 1936) | Георги Баласчев (1869 – 1936) | Георги Баласчев (1869 – 1936) |  |  | Анета Баласчева | Анета Баласчева | Анета Баласчева | Анета Баласчева | Анета Баласчева | Анета Баласчева |  |  | Тодор Наумов (1883 – 1941) | Тодор Наумов (1883 – 1941) | Тодор Наумов (1883 – 1941) | Тодор Наумов (1883 – 1941) | Тодор Наумов (1883 – 1941) | Тодор Наумов (1883 – 1941) |  |  |
|  |  |  |  |  |  |  |  | Евтим Баласчев (1881 – ?) | Евтим Баласчев (1881 – ?) | Евтим Баласчев (1881 – ?) | Евтим Баласчев (1881 – ?) | Евтим Баласчев (1881 – ?) | Евтим Баласчев (1881 – ?) |  |  | Фания Стрезова                    | Фания Стрезова | Фания Стрезова | Фания Стрезова | Фания Стрезова | Фания Стрезова |  |  | Георги Баласчев (1869 – 1936) | Георги Баласчев (1869 – 1936) | Георги Баласчев (1869 – 1936) | Георги Баласчев (1869 – 1936) | Георги Баласчев (1869 – 1936) | Георги Баласчев (1869 – 1936) |  |  | Анета Баласчева | Анета Баласчева | Анета Баласчева | Анета Баласчева | Анета Баласчева | Анета Баласчева |  |  | Тодор Наумов (1883 – 1941) | Тодор Наумов (1883 – 1941) | Тодор Наумов (1883 – 1941) | Тодор Наумов (1883 – 1941) | Тодор Наумов (1883 – 1941) | Тодор Наумов (1883 – 1941) |  |  |